# Hachumbergen
Hachumbergen (armeniska: Հախումի լեռնաշղթա: Hachumi lernasjghta) är en bergskedja i Armenien. Den ligger i provinsen Tavusj, i den norra delen av landet, 100 kilometer nordost om huvudstaden Jerevan.
Omgivningarna runt Hachumbergen är en mosaik av jordbruksmark och naturlig växtlighet. Runt Hachumbergen är det ganska tätbefolkat, med 58 invånare per kvadratkilometer.